# Danziger Pietà

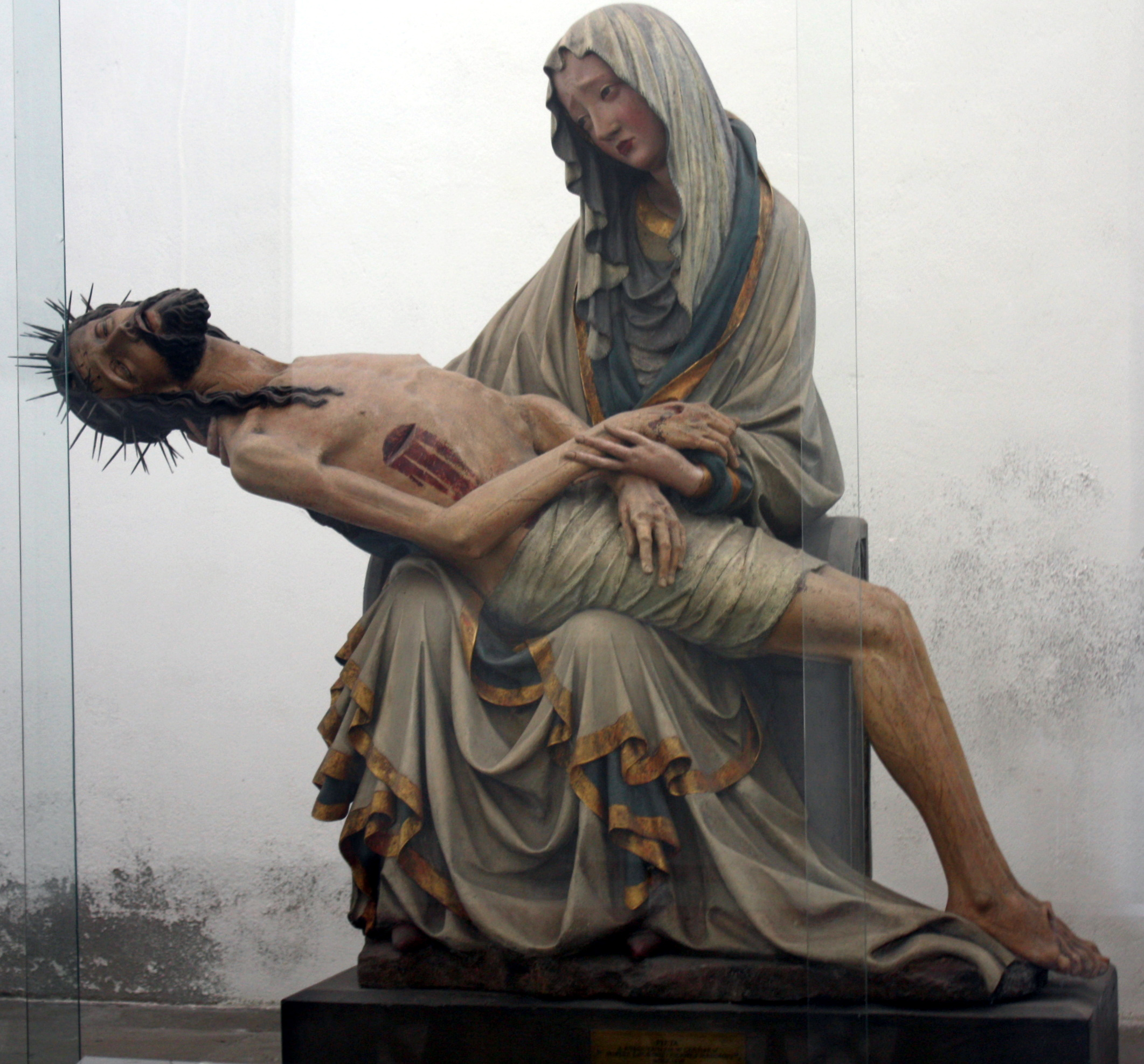
Danziger Pietà

Die Danziger Pietà (polnisch Pietà w Gdańsku) ist eine gotische Pietà von Maria mit dem toten Jesus in der Danziger Marienbasilika.

## Beschreibung
Die Pietà von Danzig zählt zu den künstlerisch wertvollsten vollplastischen Darstellungen von Maria mit dem toten Jesus, die um die Wende vom 14. zum 15. Jahrhundert entstanden sind. Die Plastik aus Sandstein repräsentiert den weichen Stil, eine während der mitteleuropäischen Gotik entstandene Stilrichtung. Der Künstler ist namentlich nicht bekannt. Er schuf die Pietà für die Marienkirche, wo sie an verschiedenen Orten aufgestellt wurde. Nach dem Zweiten Weltkrieg wurde die Statue im Danziger Nationalmuseum ausgestellt und kam 1980 in die Reinholdskapelle der Kirche.